# 法赫拉丁·沙巴佐夫
法赫拉丁·易卜拉欣奥卢·沙巴佐夫（1950年1月22日—1991年11月20日），阿塞拜疆军事人物。他因在第一次纳戈尔诺-卡拉巴赫战争中身亡，而被追授为阿塞拜疆国家英雄。

## 生平
1950年1月22日，沙巴佐夫出生在阿塞拜疆苏维埃社会主义共和国巴库。1967年，他在巴库第20中学完成了中学教育。1969年到1971年，沙巴佐夫在苏联武装部队服役。1972年退役后，他返回巴库，供职于阿塞拜疆电视和广播公司。他已婚并有两个孩子。
1988年后，亚美尼亚将阿塞拜疆人强行驱逐出上卡拉巴赫地区（Upper Karabakh），这让法赫拉丁·沙巴佐夫倍感担忧。他自愿到前线担任战地记者，撰写战场报告，并在国内和国外广播。尽管多次遇险，他仍坚持担任战地记者前往前线。1991年，亚美尼亚在霍贾文德区犯下战争暴行，大量平民被屠杀、村庄被烧毁。
1991年11月20日14时42分，一架米-8直升机在阿塞拜疆纳戈尔诺-卡拉巴赫霍贾文德区的卡拉肯德村附近被亚美尼亚军队击落，沙巴佐夫与其他22名乘客和机组人员一同遇难，同机者有俄罗斯、塔吉克斯坦、阿塞拜疆的许多政要。该坠机事件无一幸存。亚美尼亚人还侮辱了遇难者的尸体。

## 纪念
1992年12月4日，阿塞拜疆总统发布第344号总统令，追授法赫拉丁·沙巴佐夫为阿塞拜疆国家英雄。他葬于巴库荣誉谷。在拉苏尔扎德的一个街道以他命名。

## 相关
- 第一次纳戈尔诺-卡拉巴赫战争
- 阿塞拜疆国家英雄
- 1991年阿塞拜疆军队米-8直升机击落事件（英语：1991 Azerbaijani Mil Mi-8 shootdown）